# Rowwen Hèze
Rowwen Hèze is een in 1985 opgerichte band uit America (Limburg), die overwegend in het Horsterse dialect van dit dorp zingt. De muziek varieert qua genre van gevoelige ballads tot snellere tex-mex- en folknummers.
De naam van de band is een verwijzing naar Christiaan Hesen (1853-1947), een nogal zonderlinge dorpsfiguur uit America. Deze legendarisch geworden persoon had een ietwat vreeswekkend uiterlijk en een niet onbesproken verleden. Hij kreeg de bijnaam "Rowwen Hèze" (vrij vertaald: ruige Hesen) die door de band later werd overgenomen, onder meer omdat het goed bekte.

## Geschiedenis

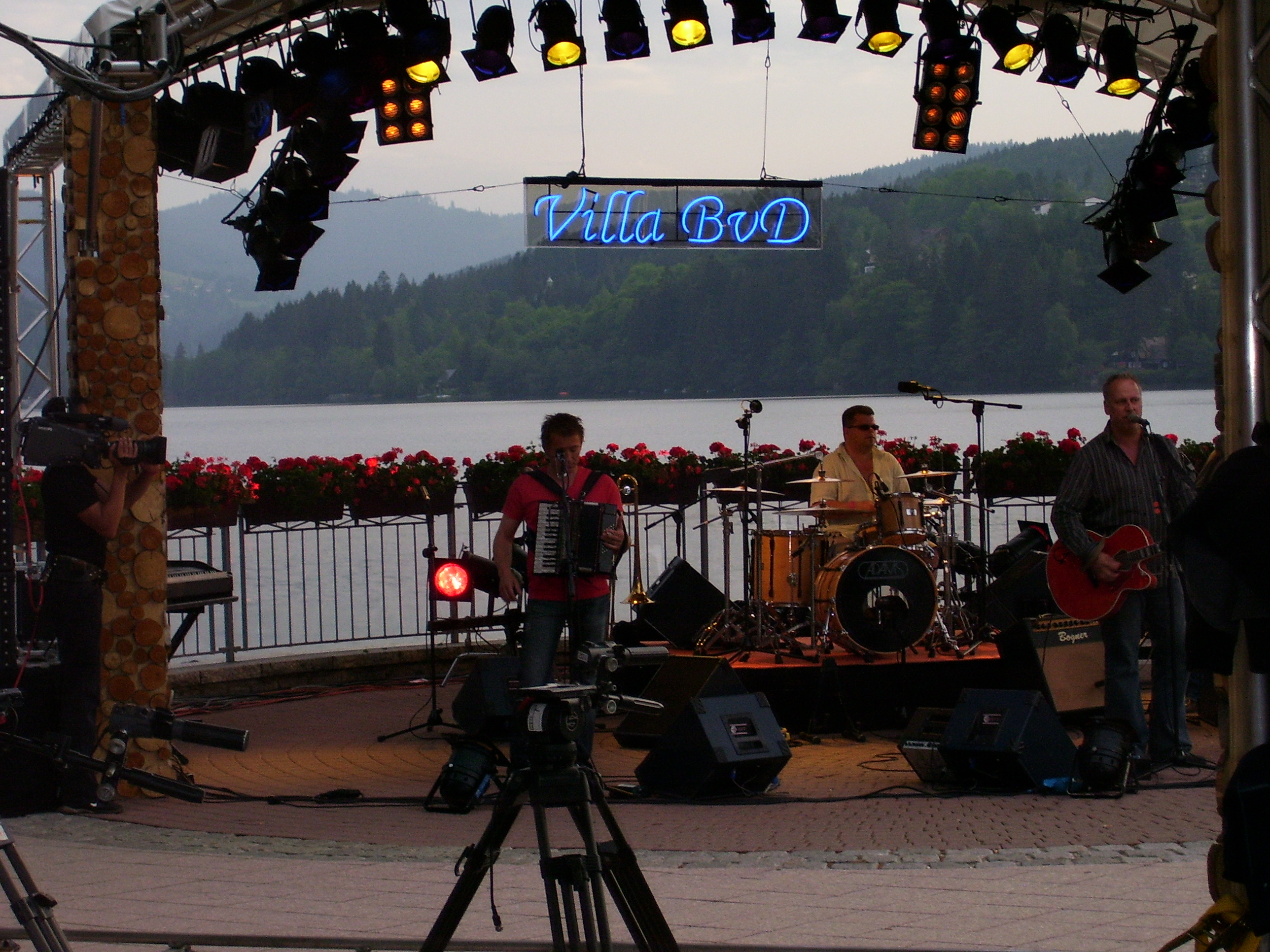
Rowwen Hèze tijdens Villa BvD am Titisee

De band is ontstaan in 1985, als een soort voortzetting van The Legendary Texas Four. De leden hiervan – Theo Joosten, Jan Philipsen en Mart Deckers – waren op dat moment met z'n drieën omdat zanger Jos Kleizen de band had verlaten. Ze waren op zoek naar een nieuwe zanger. Jack Poels bleek een heel geschikte kandidaat; hij had in de tien jaar daarvoor gezongen en gespeeld bij de eveneens Americaase band Bad Edge, die inmiddels wegens gebrek aan succes was opgeheven. Poels stelde als voorwaarde dat hij één liedje in het dialect mocht vertolken. De overige bandleden gingen akkoord en de band besloot zich te hernoemen omdat hun oude naam te ver van hen afstond. Rowwen Hèze was hiermee geboren.
In de eerste jaren van hun bestaan speelde Rowwen Hèze nog voornamelijk Engelstalige covers van onder andere Thin Lizzy. Een jaarlijks terugkerend fenomeen voor Rowwen Hèze en veel andere Limburgse bands was om rond de carnaval een carnavalsnummer te schrijven. In 1987 schreef Rowwen Hèze voor de Horsterse carnavalsvereniging samen met Toos Vervoort het nummer Niks stront niks, dat de landelijke media haalde in verband met de nogal controversiële tekst (de gemeente Horst wordt hierin flink op de hak genomen) en tevens tot een boycot leidde door carnavalsvereniging de Turftrëiers, waar de band de twee jaar daarvoor voor had gespeeld. Dit nummer in combinatie met de landelijke ophef eromheen betekende de eerste landelijke bekendheid voor Rowwen Hèze. Onder meer het tv-programma Van Gewest tot Gewest besteedde aandacht aan de band. In december van datzelfde jaar verscheen hun eerste eigen album, Rowwen Hèze. Vanaf toen legde de band zich grotendeels toe op teksten in het plaatselijke Americaase dialect, in plaats van het Engelstalige (cover)repertoire. Bij elk optreden van Rowwen Hèze bleken het vooral deze dialectliedjes te zijn die door het publiek werden gewaardeerd.
In 1988 trad Rowwen Hèze op in Studio 3, een radioprogramma van de KRO. In datzelfde jaar stuurde de band twee cassettes in voor de provinciale selectie van de Grote Prijs van Nederland. Een van de ingezonden nummers, Bestel mar, werd een paar jaar later een zeer grote hit. In 1989 maakte Rowwen Hèze een grote toer door Zuid-Nederland, de "Bestel Mar Toer '89'". Ook maakten ze een korte tournee samen met de Amerikaanse accordeonist Flaco Jiménez, die ook later nog met de band zou samenwerken. De trompettist Jack Haegens trad in dat jaar toe tot de band. In 1990 tekende Rowwen Hèze een contract met de platenmaatschappij HKM/CNR. Ze brachten de single 'N Man En 'n Vrouw uit en zeer kort hierna het album Blieve loepe. Ook traden ze voor het eerst op in Amsterdam (op de Uitmarkt). In 1991 kwam het album Boem uit, dat was geproduceerd door Boudewijn de Groot.
Na enkele wijzigingen in de samenstelling – drummer Mart Deckers werd in 1989 vervangen door Martîn Rongen en ook accordeonist Geert Hermkes haakte af – bestond de band vanaf 1991 uit Jack Poels (zang, gitaar en mondharmonica), William "Tren" van Enckevort (accordeon, piano, trombone en zang), Jan Philipsen (basgitaar en contrabas), Theo Joosten (gitaar, mandoline, saxofoon, tin whistle en percussie), Jack Haegens (trompet, bugel, trombone en percussie) en Martîn Rongen (drums en percussie). In deze bezetting stond de band in 1992 voor de eerste keer op Pinkpop in Landgraaf. Dit optreden werd een groot succes met een liveregistratie op televisie. Vanwege dit grote succes werd besloten het optreden uit te brengen op het album In de wei (Live). Inmiddels trad de band behalve met Jiménez ook op met andere gastmuzikanten als Pierre LaRue en Karin Bloemen.
In 1993 was Rowwen Hèze de eerste Nederlandse band die op het Roskilde Festival in Denemarken speelde.
In het voorjaar van 1998 maakte de band een tournee door het zuiden van de Verenigde Staten. In 1999 traden Rowwen Hèze en de chicano-rockband Los Lobos – tevens een van de belangrijkste bands waaraan Poels de inspiratie voor zijn eigen nummers heeft ontleend – gezamenlijk op in Paradiso.
Doorgaans wordt een "tententour" afgesloten met een groot concert in America, bekend als het Slotconcert.
Op 27 juni 2007 deelden ze aan hun fans ter gelegenheid van de vijftigste verjaardag van Poels 25.000 singles uit met het speciaal hiervoor geschreven nummer Lied vur Limburg, dat is opgenomen in samenwerking met onder andere het Limburgs Symfonie Orkest.
Vanaf 9 februari 2008 reisde Rowwen Hèze door Nederland met hun theatertour "Saus", die is vastgelegd op het gelijknamige album. Samen met zes gastmuzikanten werd een voorstelling gegeven met Limburgse, Ierse en Mexicaanse invloeden.
Het 25-jarig bestaan van de band in 2010 werd onder meer gevierd met de theatertour "Koper". Hiervoor werd ook Leon Verdonschot als gast uitgenodigd. Tijdens deze tour werd de nadruk weer gelegd op de muziek in haar oorspronkelijke vorm; dit in tegenstelling tot de verschillende arrangementen en opstellingen die tijdens de voorgaande tours werden gebruikt. De band gaf in het kader van het jubileum 25 optredens in Nederland en België, en kreeg zelf een verrassingsconcert in de Brabanthallen in Den Bosch.
Halverwege 2013 werd bekend dat basgitarist Jan Philipsen ging stoppen als bandlid. Hij nam officieel afscheid van de band tijdens de jaarlijkse slotconcerten op 1, 2 en 3 november 2013. Op 1 oktober 2013 maakte de band bekend dat Wladimir Geels gekozen was als de nieuwe basgitarist.
Ter gelegenheid van het 30-jarig bestaan van Rowwen Hèze was er van mei 2015 tot begin 2016 in het Limburgs Museum van Venlo een tentoonstelling over de band te zien. In november 2015 was er een speciale "Rowwen Hèze Week".

## Muziek
De stijl van Rowwen Hèze is zeer gemengd. Als hoofdstijlen vallen folk, fanfare en tex-mex aan te wijzen. De meest karakteristieke instrumenten in het bandgeluid van Rowwen Hèze zijn accordeon, trompet en gitaar. Door sommigen wordt de muziek van Rowwen Hèze onder de noemer zydeco geplaatst, hoewel ook daarmee forse verschillen bestaan. Qua muzikale stijl voelt de band zich met name sterk verwant aan Los Lobos. De twee bands hebben bovendien gemeen dat ze allerlei elementen uit minderhedenculturen verwerken in hun muziek. Een opvallend verschil is het tempo van de nummers, dat bij Rowwen Hèze vaak wat hoger ligt.

### Teksten
De teksten van de meeste nummers zijn geschreven door Jack Poels. Martîn Rongen heeft daarnaast ook een paar nummers geschreven, waaronder Nacht, Theo Joosten schreef het openhartige Genne goije mood, dat ook door hem gezongen werd, en op het album Dageraad nam Tren van Enckevort het schrijven van twee nummers voor zijn rekening, waaronder Dichtbeej.

#### Thema's
De teksten hebben veelal betrekking op zaken uit het alledaagse leven, voor een deel het leven van Poels zelf. Ze variëren van dronkenschap en de bijbehorende kater tot de dorpsfanfare (die enkele leden van de band heeft geleverd), de natuur en het leven in De Peel. Af en toe komen er echter ook zwaardere onderwerpen naar voren, zoals oorlog. Hoewel Rowwen Hèze in eerste instantie vooral bekendstond als een feestband met meezingers als Bestel mar en Limburg, werden de wat rustigere nummers en de meer bespiegelende teksten gaandeweg ook steeds meer gewaardeerd, zoals Werme regen, De zwarte plak (over oorlog), Engel (over gebroken liefde), De neus umhoeg (over de dood) en De Peel in brand. Sommige teksten gaan over een bereikbare of voorbije liefde en echtscheiding. Na de geboorte van Jacks zoontje Jan in 1999 heeft hij over de vreugde en de angsten van het vaderschap geschreven, wat is verwerkt in het album Vandaag (2000). De verwerking van Poels' echtscheiding vormt een centraal thema op de cd Dageraad uit 2003. Dit album bevat ook het lied Vlinder, dat speciaal werd geschreven vanwege de moord op de elfjarige Nicky Verstappen.

### Herkomst melodieën
Vooral in de beginjaren waren diverse melodieën niet zelfbedacht, maar ontleend aan allerlei bekende folk- en tex-mexnummers, onder meer van Los Lobos. Om die reden kreeg de band de bijnaam "Los Limbos". Ook uit de Ierse folk is inspiratie geput, bijvoorbeeld voor het nummer November (gebaseerd op On Raglan Road). De Britse folkpunk-band The Pogues vormde eveneens een bron van inspiratie voor de muziek van Rowwen Hèze.

## Prijzen
- Edison - Edison oeuvreprijs 2010
- Limburger van Verdienste - 2008
- Lifetime Award NVPI - 2005
- Prix d'Asperge - 2001
- Gouden Harp - 1998
- Ereburgers gemeente Horst - 1997
- Gouden Notekraker - 1997
- Limburg Award - 1994
- Zilveren Harp - 1992
- Zilveren Vlegel - 1993

## Discografie
Sinds de oprichting in 1985 heeft Rowwen Hèze 2 vinylalbums (Rowwen Hèze en Zilver), 17 cd's en 3 dvd's (D.A.D.P.G.S., In De Tent, Saus) uitgebracht.

### Albums
| Album met eventuele hitnotering(en) in de Nederlandse Album Top 100 | Datum van verschijnen | Datum van binnenkomst | Hoogste positie | Aantal weken | Opmerkingen                                         |
| ------------------------------------------------------------------- | --------------------- | --------------------- | --------------- | ------------ | --------------------------------------------------- |
| Rowwen Hèze                                                         | 1987                  | -                     |                 |              |                                                     |
| Blieve loepe                                                        | 1990                  | -                     |                 |              |                                                     |
| Boem                                                                | 1991                  | 24-08-1991            | 35              | 33           | Goud                                                |
| In de wei                                                           | 1992                  | 10-10-1992            | 31              | 18           | Live-registratie Pinkpop 1992 / Goud                |
| Station America                                                     | 1993                  | 08-05-1993            | 15              | 24           |                                                     |
| Zondag in 't zuiden                                                 | 1995                  | 22-04-1995            | 8               | 70           | Platina                                             |
| Water, lucht en liefde                                              | 1997                  | 12-04-1997            | 3               | 28           | Goud                                                |
| 't Beste van 2 werelden                                             | 1999                  | 29-05-1999            | 7               | 27           | Dubbelalbum met verzamel-cd en theater-cd / Platina |
| Vandaag                                                             | 2000                  | 01-04-2000            | 2               | 23           | Goud                                                |
| Dageraad                                                            | 2003                  | 12-04-2003            | 4               | 19           | Goud                                                |
| D.A.D.P.G.S.                                                        | 2003                  | -                     |                 |              | Livealbum                                           |
| Andere wind                                                         | 2004                  | -                     |                 |              | Livealbum                                           |
| 't Beste van 20 joar - Kilomeaters                                  | 2005                  | 19-11-2005            | 7               | 21           | Verzamelalbum / Jubileum-cd / Goud                  |
| Rodus & Lucius                                                      | 2006                  | 16-09-2006            | 1(1wk)          | 22           |                                                     |
| Saus                                                                | 2008                  | 11-10-2008            | 9               | 19           | Liveregistratie theatertour 2007-2008               |
| Zilver                                                              | 2010                  | 02-10-2010            | 9               | 17           |                                                     |
| Manne van staal                                                     | 2011                  | 23-07-2011            | 2               | 16           |                                                     |
| Geal                                                                | 2012                  | 25-08-2012            | 2               | 20           |                                                     |
| Hemel op Aarde: De Liedjes                                          | 2013                  | 09-11-2013            | 26              | 14           |                                                     |
| Vur altied: Ballades & beer                                         | 2016                  | 27-02-2016            | 9               | 4            |                                                     |
| De liefde, de muziek, de herinnering                                | 2017                  | 15-04-2017            | 15              | 2            |                                                     |
| Voorwaartsch                                                        | 2019                  | 04-05-2019            | 3               | 4            |                                                     |
| Blieve loepe                                                        | 2020                  | 27-06-2020            | 81              | 1            | Heruitgave op vinyl                                 |
| Onderaan beginne                                                    | 2021                  | 17-07-2021            | 1(1wk)          | 3            |                                                     |
| Live in Americana: De Wei In 2022                                   | 2022                  | 22-10-2022            | 1(1wk}          | 29           | Live-registratie                                    |

| Album met hitnotering(en) in de Vlaamse Ultratop 200 albums | Datum van verschijnen | Datum van binnenkomst | Hoogste positie | Aantal weken | Opmerkingen |
| ----------------------------------------------------------- | --------------------- | --------------------- | --------------- | ------------ | ----------- |
| Geal                                                        | 2012                  | 25-08-2012            | 169             | 1            |             |
| Vur altied: Ballades & beer                                 | 2016                  | 27-02-2016            | 126             | 1            |             |

### Singles
| Single met eventuele hitnotering(en) in de Nederlandse Top 40 | Datum van verschijnen | Datum van binnenkomst | Hoogste positie | Aantal weken | Opmerkingen                                                                                                   |
| ------------------------------------------------------------- | --------------------- | --------------------- | --------------- | ------------ | --- |
| America Dat Stiet                                             | 1985                  |                       |                 |              | uitgebracht in eigen beheer, op cassetteband                                                                  |
| De Toet                                                       | 1986                  |                       |                 |              | uitgebracht in eigen beheer, op cassetteband                                                                  |
| Niks Stront Niks                                              | 1987                  |                       |                 |              | uitgebracht in eigenbeheer , op cassetteband                                                                  |
| De Zwarte Plak                                                | 1988                  |                       |                 |              | |
| 'n Man & 'n Vrouw (Du Rhum, Des Femmes)                       | 1990                  |                       |                 |              | |
| Limburg                                                       | 1990                  |                       |                 |              | |
| Henk is Enne Lollige vent                                     | 1991                  |                       |                 |              | |
| Bestel mar                                                    | 1992                  | 25-01-1992            | 13              | 8            | Nr. 11 in de Single Top 100                                                                                   |
| Kroenenberg                                                   | 1992                  | 30-05-1992            | 32              | 3            | Nr. 37 in de Single Top 100                                                                                   |
| Twieje wurd                                                   | 1993                  | 09-01-1993            | tip 5           | -            | Nr. 69 in de Single Top 100                                                                                   |
| Rowwen Hèze                                                   | 1993                  | 22-05-1993            | 32              | 3            | Nr. 38 in de Single Top 100                                                                                   |
| Ay yay yay                                                    | 1993                  | 25-09-1993            | tip 13          | -            | |
| The moon is mine                                              | 1994                  | 30-04-1994            | 34              | 3            | met Flaco Jiménez / Nr. 31 in de Single Top 100                                                               |
| 't Roeie klied                                                | 1995                  | 15-04-1995            | 21              | 7            | Nr. 18 in de Single Top 100                                                                                   |
| Zondag in het zuiden                                          | 1995                  | 12-08-1995            | 38              | 3            | Nr. 34 in de Single Top 100                                                                                   |
| De neus umhoeg                                                | 1995                  | 04-11-1995            | 16              | 8            | Nr. 13 in de Single Top 100                                                                                   |
| Limburg (Kwestie van geduld) (Live)                           | 1996                  | 01-06-1996            | 27              | 8            | met Het Metropole Orkest / Nr. 22 in de Single Top 100                                                        |
| En dan is 't mar dom                                          | 1997                  | 05-04-1997            | 37              | 2            | Nr. 64 in de Single Top 100                                                                                   |
| Klompendans / Parlando                                        | 1997                  | 14-06-1997            | tip 9           | -            | Nr. 99 in de Single Top 100                                                                                   |
| Lucht                                                         | 1997                  | 18-10-1997            | tip 3           | -            | Nr. 94 in de Single Top 100                                                                                   |
| She stole my accordeon                                        | 1998                  | 18-07-1998            | 33              | 2            | met Flaco Jiménez / Nr. 52 in de Single Top 100                                                               |
| Auto, vliegtuug                                               | 1999                  | 01-05-1999            | tip 2           | -            | Nr. 51 in de Single Top 100                                                                                   |
| November                                                      | 2000                  | -                     |                 |              | Nr. 41 in de Single Top 100                                                                                   |
| Vergeate (Live)                                               | 2000                  | -                     |                 |              | Nr. 56 in de Single Top 100                                                                                   |
| Kleine man                                                    | 2000                  | -                     |                 |              | Nr. 95 in de Single Top 100                                                                                   |
| Vur de kerk op 't plein                                       | 2003                  | -                     |                 |              | Nr. 36 in de Single Top 100                                                                                   |
| Dichtbeej                                                     | 2003                  | -                     |                 |              | Nr. 98 in de Single Top 100                                                                                   |
| Als je iets kan doen                                          | 06-01-2005            | 15-01-2005            | 1(4wk)          | 9            | Onderdeel van Artiesten voor Azië / Nr. 1 in de Single Top 100 / Alarmschijf / Best verkochte single van 2005 |
| De Peel in brand                                              | 2005                  | 17-12-2005            | 34              | 3            | Nr. 13 in de Single Top 100                                                                                   |
| Vechte, valle en opstoan                                      | 2006                  | 26-08-2006            | tip 5           | -            | Nr. 22 in de Single Top 100                                                                                   |
| Kilomeaters                                                   | 2006                  | -                     |                 |              | Nr. 73 in de Single Top 100                                                                                   |
| Blaad an de palm                                              | 2007                  | -                     |                 |              | Titelsong televisieserie "De Hemelpaort" / Nr. 97 in de Single Top 100                                        |
| Droemvlucht                                                   | 2007                  | -                     |                 |              | met Nynke Laverman / Nr. 88 in de Single Top 100                                                              |
| Lied vur Limburg                                              | 27-06-2007            | -                     |                 |              | met Limburgs Symfonie Orkest & Venloos Vocaal Ensemble                                                        |
| Nar boave                                                     | 2008                  | 19-07-2008            | tip 11          | -            | Voor Radio Tour de France - Tour 2008 / Nr. 16 in de Single Top 100                                           |
| Vur altied is vurbeej                                         | 2008                  | -                     |                 |              | Nr. 35 in de Single Top 100                                                                                   |
| America                                                       | 2010                  | -                     |                 |              | Nr. 51 in de Single Top 100                                                                                   |
| Wakker vur de wekker                                          | 2010                  | -                     |                 |              | |
| Manne van staal                                               | 24-06-2011            | -                     |                 |              | |
| De neus umhoeg                                                | 19-09-2011            | -                     |                 |              | met The Opposites                                                                                             |
| Koningslied                                                   | 19-04-2013            | 27-04-2013            | 2               | 4            | als onderdeel van Nationaal Comité Inhuldiging / Nr. 1 in de Single Top 100                                   |
| Hemel op Aarde                                                | 21-10-2013            | -                     |                 |              | met Jeroen van Koningsbrugge                                                                                  |
| Ballades & Beer                                               | 2015                  | -                     |                 |              | |
| Gries                                                         | 2015                  |                       |                 |              | met Normaal                                                                                                   |
| Leidingwater                                                  | 2019                  |                       |                 |              | |
| Onderaan Beginne                                              | 2020                  |                       |                 |              | |
| Weej Hebbe Ow Nuudig!                                         | 2021                  |                       |                 |              | |
| Ierst Gedoan                                                  | 2021                  |                       |                 |              | |
| Hoe Lang Nog                                                  | 2021                  |                       |                 |              | |
| Bruid Op Blote Voeten                                         | 2022                  |                       |                 |              | |
| Kwestie van Geduld                                            | 2022                  |                       |                 |              | met Roxanne Hazes                                                                                             |
| De Wei In                                                     | 2023                  |                       |                 |              | |
| Ma's Water                                                    | 2023                  |                       |                 |              | met Magtel de Laat                                                                                            |
| Okemedoki                                                     | 2025                  |                       |                 |              | |
| Neem Er Nog Een                                               | 2025                  |                       |                 |              | met 3JS |

| Single met hitnotering(en) in de Vlaamse Ultratop 50 | Datum van verschijnen | Datum van binnenkomst | Hoogste positie | Aantal weken | Opmerkingen                                    |
| ---------------------------------------------------- | --------------------- | --------------------- | --------------- | ------------ | ---------------------------------------------- |
| Koningslied                                          | 2013                  | 11-05-2013            | 41              | 1            | als onderdeel van Nationaal Comité Inhuldiging |

### NPO Radio 2 Top 2000
| Nummers met noteringen in de NPO Radio 2 Top 2000 | '99 | '00 | '01 | '02 | '03 | '04 | '05 | '06 | '07 | '08 | '09 | '10 | '11 | '12 | '13  | '14  | '15  | '16  | '17  | '18  | '19 | '20  | '21  | '22  | '23  | '24  |
| ------------------------------------------------- | --- | --- | --- | --- | --- | --- | --- | --- | --- | --- | --- | --- | --- | --- | ---- | ---- | ---- | ---- | ---- | ---- | --- | ---- | ---- | ---- | ---- | ---- |
| Auto, vliegtuug                                   | -   | -   | -   | -   | -   | -   | -   | -   | -   | -   | 290 | 405 | 472 | 644 | 673  | 995  | 833  | 986  | 989  | 825  | 640 | 795  | 758  | 736  | 749  | 774  |
| Bestel mar                                        | 733 | -   | 643 | 542 | 462 | 322 | 153 | 262 | 213 | 244 | 503 | 574 | 733 | 892 | 899  | 1450 | 1213 | 1394 | 1611 | 1409 | 954 | 1089 | 1095 | 1115 | 1230 | 1222 |
| De neus omhoeg                                    | -   | -   | -   | -   | -   | -   | 282 | 183 | 138 | 297 | -   | -   | -   | -   | -    | -    | -    | -    | 1285 | 930  | 663 | 808  | 810  | 727  | 836  | 821  |
| De Peel in brand                                  | ×   | ×   | ×   | ×   | ×   | ×   | -   | -   | -   | -   | -   | -   | -   | -   | 1846 | 1406 | 900  | 402  | 472  | 443  | 299 | 333  | 335  | 336  | 352  | 349  |
| Limburg                                           | 396 | 171 | 278 | 244 | 151 | 149 | 61  | 92  | 103 | 105 | 207 | 226 | 318 | 357 | 416  | 684  | 542  | 739  | 748  | 612  | 480 | 633  | 552  | 562  | 551  | 548  |
| On Raglan Road                                    | ×   | -   | -   | -   | -   | -   | -   | -   | -   | -   | -   | 259 | 267 | 280 | 234  | 344  | 237  | 349  | 367  | 291  | 217 | 267  | 222  | 256  | 268  | 248  |
| 't Roeie klied                                    | -   | -   | -   | -   | -   | -   | -   | -   | -   | -   | -   | -   | -   | -   | -    | -    | -    | -    | -    | -    | -   | 1969 | 1701 | 1610 | 1777 | 1793 |
| Vlinder                                           | ×   | ×   | ×   | ×   | -   | -   | -   | -   | -   | -   | -   | -   | -   | -   | -    | -    | -    | -    | -    | -    | 421 | 820  | 654  | 867  | 1011 | 1023 |

1. ↑  Een '-' betekent dat het nummer niet was genoteerd, een '×' betekent dat het nummer nog niet was uitgebracht en een vetgedrukt getal geeft de hoogste notering van een nummer aan.

### Dvd's
| Dvd's met hitnoteringen in de DVD Top 30 | Datum van verschijnen' | Datum van binnenkomst | Hoogste positie | Aantal weken | Opmerkingen |
| ---------------------------------------- | ---------------------- | --------------------- | --------------- | ------------ | ----------- |
| In het theatre D.A.D.P.G.S.              | 2003                   | 29-11-2003            | 22              | 1            |             |
| In de tent - Live in America             | 2004                   | 17-04-2004            | 11              | 9            |             |
| Saus                                     | 2008                   | 15-11-2008            | 2               | 29           |             |

## Documentaire en essaybundel
Van America helemaal naar Amerika is een documentaire over Rowwen Hèze en hun reis in maart 1998 naar Texas in de Verenigde Staten. De film gaat over hun liefde voor Limburg en de tex-mexmuziek. De regie was in handen van Leon Giesen.
In 2015, bij het dertigjarig bestaan van de band, verscheen de essaybundel Het dorp en de wereld, geredigeerd door Leonie Cornips en Barbara Beckers, met voornamelijk verhalen van fans.